# Antonis Benakis
Antonis Benakis (Grieks: Αντώνης Μπενάκης) (Alexandrië, 1873 - Athene, 31 mei 1954) was een Griekse zakenman, filantroop, kunstverzamelaar en de oprichter van het Benaki Museum in Athene.
Antonis was de zoon van politicus en magnaat Emmanuel Benakis en de broer van schrijfster Penelope Delta. Hij was de held van Delta's boek Trellantonis (Gekke Antonis), een literaire vertelling van de verscheidene avonturen van kinderen die aan het begin van de 20e eeuw opgroeiden in Alexandrië.
In 1931 schonk hij meer dan 37.000 islamitische en Byzantijnse voorwerpen aan het naar hem vernoemde museum. Benakis bleef actief in het museum tot aan zijn dood in 1954.